# Saccopharynx thalassa
Saccopharynx thalassa es el nombre científico de una especie de pez abisal perteneciente al género Saccopharynx. Es una especie batipelágica que habita en la zona oriental del océano Atlántico, entre Madeira y Canarias; también aparece en la zona occidental del Atlántico en las Bermudas.